# Jean Jacques Antoine Caussin de Perceval
Jean Jacques Antoine Caussin de Perceval (Montdidier, 24 giugno 1759 – Parigi, 29 luglio 1835) è stato un orientalista e linguista francese.

## Storia
Nato in una cittadina delle Somme, Jean Jacques Antoine era figlio di un commerciante di tessuti di Montdidier. Si reca presto a Parigi presso lo zio François Béjot, Conservatore dei manoscritti della Biblioteca del Re, oggi Biblioteca nazionale di Francia. Impara la lingua ebraica e quella araba nel Collège de France, seguendo i corsi tenuti da Denis Dominique Cardonne e da Michel-Ange-André Le Roux Deshauterayes, al quale succederà nella cattedra di Arabo nel 1783. Nel 1787 sostituisce lo zio come Conservatore, posto che conserverà fino al 1792.
Rimasto lontano dagli avvenimenti politici, entra nel 1809 all'Académie des inscriptions, di cui diventa Presidente, ricevendo per questo l'omaggio di Louis-Mathieu Langlès.
È il padre di Armand-Pierre Caussin de Perceval.

## Opere scelte
Traduzioni:
- dal greco:
  - les Argonautiche di Apollonio di Rodi, 1796;
- dall'arabo:
  - Suite des Mille et une Nuits, 1806, che riprende i racconti arabi e persiani presenti nei manoscritti della Biblioteca nazionale di Francia;
  - Histoire de la Sicile sous les Musulmans di al-Nuwayri, 1802;
  - le Séances de Hariri (1818), traduzione delle Maqāmāt;
  - le Tables astronomiques di Ibn Yūnis.
  - le Favole di Luqman (1819)